# Alexander Belov
Aleksandr Aleksandrovich Belov (cirílico:Александр Александрович Белов) (Leningrado, 9 de novembro de 1951 - Leningrado, 3 de outubro de 1978) foi um basquetebolista russo que integrou a Seleção Soviética que conquistou a medalha de ouro disputada nos XX Jogos Olímpicos de Verão realizados em Munique em 1972 e a medalha de bronze nos XXI Jogos Olímpicos de Verão de Montreal em 1976. Inscreveu-se no Draft da NBA em 1975 e foi escolhido na 161ª escolha pelo New Orleans Jazz, mas construiu sua carreira no Spartak São Petersburgo entre 1967 e 1978, conquistando a Liga Soviética de Basquetebol em 1975 e três Copas Saporta (1971, 1973 e 1975). Em 2007 foi homenageado com sua entrado no Basketball Hall of Fame como jogador.
Morreu com apenas 26 anos com rara moléstia cancerosa e cardíaca, um angiossarcoma..